# ポール・ハンター
ポール・ハンター（Paul Alan Hunter、1978年10月14日 - 2006年10月9日）は、イギリスのプロビリヤード選手。イングランド・リーズ出身。スヌーカーのプロとして活躍し、そのルックスから「スヌーカー界のデビッド・ベッカム」として人気を博した。

## 略歴
幼い頃からスヌーカーの世界で有名なアマチュア選手で、1995年に16歳でプロに転向。プロ転向後わずか4か月で初出場したUKチャンピオンシップで、当時世界ランキング第6位だったアラン・マクマナスを1回戦で下したことで話題を呼び、さらに同年のリーガル・ウェルシュ・オープンでは17歳3ヶ月の若さでベスト4に進出。これは当時ランキングイベント（スヌーカー世界ランキングの算定基準となるポイントが与えられるイベント）のベスト4進出における最年少記録だった。
1998年のリーガル・ウェルシュ・オープンでランキングイベント初優勝を飾ると、同年のUKチャンピオンシップでもベスト4に進出し、スヌーカー記者連盟による「Young Player of the Year」を受賞。1999年には世界スヌーカー選手権に初出場するが、当時既に6度の世界選手権制覇を果たしていたスティーブン・ヘンドリーと1回戦で当たるという不運に見舞われ初戦敗退した。ただ1999 - 2000シーズンのスヌーカー世界ランキングで12位となり初のベスト16入りを果たすなど、着実にトップ選手への道を歩んでいった。
2001年のベンソン&ヘッジス・マスターズを制すると、翌年もマスターズを制して史上3人目となる同大会連覇を達成。さらに同年にはリーガル・ウェルシュ・オープン、ブリティッシュ・オープンでも優勝を飾る。2004年にもベンソン&ヘッジス・マスターズを制し、スヌーカー界のトッププレイヤーとしての地位を確立した。同年にはプレミアスヌーカーリーグにも初出場を果たしている。
2005年4月、ハンターは自らが癌に冒されていることを発表。化学療法による治療を行いながらスヌーカーイベントへの参戦継続を試みるが、結局2005 - 2006シーズンはランキングイベントで1勝しか挙げることができず、2006 - 2007シーズンの開幕を前に世界ランキングのトップ32から転落してしまう。しかしハンターの闘病とその復活を信じるファンは多く、それらファンの声に応える形で世界プロフェッショナルビリヤード・スヌーカー連盟（WPBSA）はルールを変更し、ハンターの世界ランキングを34位のまま1年間凍結することを決定。ハンターは闘病に専念することとなった。
しかしその甲斐もむなしく、2006年10月9日にハンターは死去。28歳の誕生日目前という若さでの死だった。死後、同年のBBC Sports Personality of the Yearにおいて、「困難に立ち向かう勇気と努力」を称える賞である「Helen Rollason Award」を受賞している。
死後の2007年には、ドイツで2004年から開かれていたスヌーカー大会「Grand Prix Fürth」を、ハンターに敬意を表する意味で「ポール・ハンター・クラシック」（en:Paul Hunter Classic）に改称（ハンターは同大会の初代優勝者でもある）。2010年からはヨーロピアンツアーの一戦に昇格し、スヌーカーシーズンの序盤を飾るイベントとして定着している。